# Mórocz Emilián
Mórocz Emilián Pál (Pápa, 1861. június 23. - Celldömölk, 1930. szeptember 5.) gimnáziumi tanár, perjel, szentszéki tanácsos, zenész.

## Élete
1878. július 28-án Pannonhalmán belépett a bencés rendbe. 1884. július 4-én ünnepi fogadalmat tett, 1885. július 6-án pappá szentelték, majd Pannonhalmán lett hitszónok.
1886-1893 között a pápai gimnázium tanára volt. 1888-ban a Budapesti Tudományegyetemen tanári oklevelet szerzett latin- és görög nyelvből. 1893-1894-ben Komáromban, 1894-1895-ben Esztergomban tanított. 1895-1903 között a pannonhalmi papnevelő-intézet magisztere (újoncmester), prefektusa és spirituálisa, majd 1903-1912 között alperjel Pannonhalmán. 1912-1921 között a komáromi gimnázium igazgatója, a csehszlovák hatóságok szólították fel lemondásra. 1920-1923 között Komáromban volt házfőnök, de 1923. május 4-én a Hími határincidens megtorlásaképp kiutasították Gosztonyi Nándorral együtt. 1923-1930 között perjel és 1928-tól házgondnok Celldömölkön.
Gyorsíró volt, több hangszeren játszott és darabokat komponált. Az Eucharisztikus-társulat igazgatója volt.

## Művei
- 1892-1894 A pápai katholikus gimnázium története. In: A pápai bencés gimnázium értesítői
- 1883-1884 Isten Igéje (4 szentbeszéd)
- 1887 A rómaiak temetkezése és sírjai. In: A pápai bencés gimnázium értesítője
- 1890-1893 A magyar és latin nyelv párhuzamos tanítása a gimnázium első osztályában I-III. In: A pápai bencés gimnázium értesítője
- 1898-1916 Szent Gellért (27 szentbeszéd és elmélkedés)
- 1914 Kovács József pécsi püspök emlékezete. In: A komáromi bencés főgimnázium értesítője
- 1915 Háborúnk tanúlságai. In: A komáromi bencés főgimnázium értesítője
- 1916 Vaszary Kolos. In: A komáromi bencés főgimnázium értesítője